# Đe dọa khủng bố Bỉ 2015
Sau Các vụ tấn công Paris tháng 11 năm 2015 mà kẻ đầu mưu và nhiều người trong nhóm khủng bố cư trú tại Bruxelles, Bỉ, cơ quan an ninh Bỉ nhận được tin tức về dấu hiệu là có nhóm khủng bố đang dự định tấn công vào thủ đô Bruxelles. Tối thứ sáu 20.11, nhà cầm quyền Bỉ đã nâng mức báo động khủng bố tại thủ đô lên mức cao nhất (cấp 4), chủ tịch vùng thủ đô Rudi Vervoort đã đề nghị đóng tất cả các tòa nhà công cộng, trung tâm mua sắm và các chương trình thể thao vào ngày thứ bảy và chủ nhật. 

Cho đến hôm nay sáng thứ hai 23.11, xe điện ngầm, đây là ngày thứ ba, vẫn không chạy. Các trường học và đại học đóng cửa. Chỉ có xe điện chạy trên mặt đất còn lưu thông.

Salah Abdeslam, kẻ khủng bố thứ 8 trong vụ tấn công Paris còn sống sót đã được đồng bọn vào ngày hôm sau đưa từ Paris về Bỉ. Cả hai người đồng lõa đều đã bị bắt, lại khai là đã đưa Salah tới một nơi khác nhau. Luật sư của một trong hai cho biết, có thể Salah Abdeslam đeo áo vét bom. Từ 10 ngày nay vẫn chưa tìm ra được tông tích của anh ta.

## Báo động khủng bố
Từ sáng thứ bảy, Báo động khủng bố cho thủ đô và vùng đô thị Bruxelles là cấp 4, cấp cao nhất. Điều đó có nghĩa là có sự đe dọa nghiêm trọng và trực tiếp, thủ tướng Michel đã nói như vậy. Từ cuối tuần xe điện ngầm không chạy, các chợ không mở cửa. Các xe điện ngầm vẫn không chạy sáng thứ hai, và các trường học và đại học đóng cửa. Thủ tướng Michel cho biết, vào buổi chiều sẽ quyết định xem có kéo dài mức độ báo động. Những vùng còn lại tại nước Bỉ hiện có báo động cấp 3
Tối ngày thứ hai chính phủ đã gia hạn báo động khủng bố cấp 4 cho thủ đô Bỉ cho tới thứ hai tuần tới. Thủ tướng Charles Michel cho biết thêm: "Mặc dù vậy xe điện ngầm và trường học có thể mở dần dần lại từ thứ tư." 
Hôm thứ năm, chính quyền Bỉ đã giảm báo động khủng bố xuống cấp 3 (nguy hiểm nhưng không trực tiếp).

## Truy lùng
Cuối tuần cảnh sát đã khám xét 19 căn hộ tại nhiều xã trong vùng thủ đô Bruxelles cũng như 3 căn hộ khác ở thành phố kỹ nghệ Charleroi thuộc Wallonie (vùng nói tiếng Pháp ở Nam Bỉ). 16 người bị tạm giam, tuy nhiên người ta không tim thấy vũ khí hay thuốc nổ., Hiện tại người ta đang tìm bắt Salah Abdeslam cũng như truy lùng một nhóm khủng bố khác. Với thành tích công bố hiện tại thì cả hai việc này không thành công. Trong số 16 bị bắt, 15 người đã được thả về, một người có lệnh bị giam giữ về tội tham dự vào nhóm khủng bố và một cuộc tấn công, tăng tổng số những người bị giam là 4 người.